# Pillar of Fire
Pillar of Fire, uitgegeven in 2017, is het tweede studioalbum van de heavy-metalband Tau Cross. De drums op dit album zijn opgenomen in Montreal, de gitaar en basgitaar in Minneapolis en de zang op het Schotse eiland Skye.

## Bandleden
- Rob Miller - Basgitaar, zang
- Michel Langevin - Drums
- Andy Lefton - Gitaar
- Jon Misery - Gitaar
- Tom Radio - Basgitaar

## Nummers
1. Raising Golem	-	05:13
2. Bread and Circuses	-	04:52
3. On the Water	-	05:08
4. Deep State	-	05:05
5. Pillar of Fire	-	04:16
6. Killing the King	-	05:41
7. A White Horse	-	03:01
8. The Big House	-	05:28
9. RFID	-	02:49
10. Seven Wheels	-	04:46
11. What Is a Man	-	04:10
12. Three Down - 3:48 (bonus track)
13. We are the Terror - 4:54 (bonus track)
14. In Time - 5:11 (bonus track)